# 螢火蟲地方列表
下列是電視劇螢火蟲和後續電影衝出寧靜號的虛構行星和衛星的列表。劇中人物經常地稱呼這些行星為"世界"。
在螢火蟲一劇的短暫播放中，沒有清晰指出究竟這些描述過的行星和衛星是否位於同一，或是位於多個行星系中。值得注意的是，無論是任何授權的產品，以及劇集的創作者喬斯·溫登，均指出在螢火蟲的世界中，尚未有出現超光速旅行。電影版的開場白作出了解釋，這些行星和衛星都在同一個行星系裡面，這個行星系有數十個行星，以及數以百計的衛星。這個說法在劇集製作文件，Serenity: The Official Visual Companion中確認了。
在2008年，一個雙面印製的海報，叫Complete and Official Map of the Verse被製作出來。海報描述了行星系中，包括了一個中央恆星（"White Sun"），有"核心世界"（Core Worlds）和其他幾個恆星（各恆星都有其行星系）所圍繞著。 

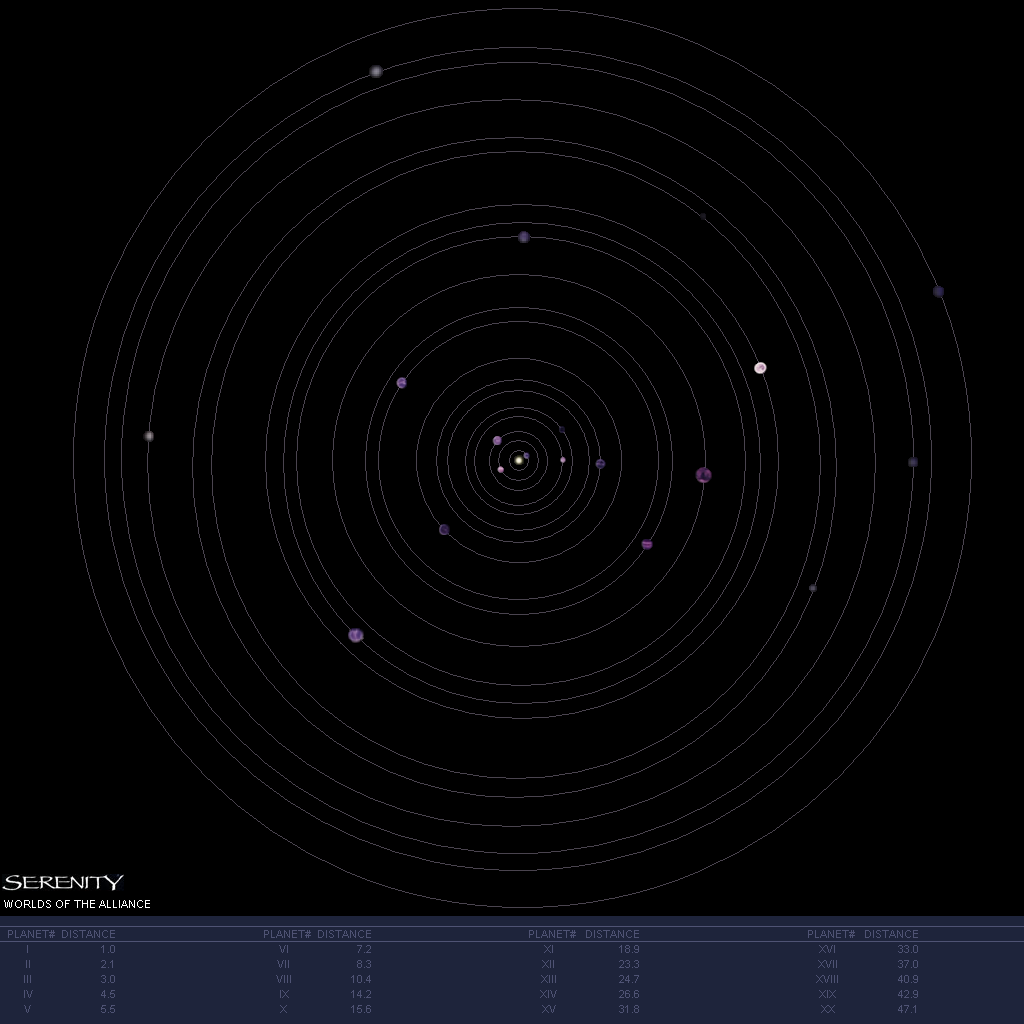
在電影衝出寧靜號描述中，White Sun太陽系中央的圖像。可以看到20個行星的軌道。

## 螢火蟲及衝出寧靜號中描述的行星

### Ariel
Ariel被描述在劇集螢火蟲中。Ariel是聯盟的中央行星。Ariel是第11個圍繞White Sun的行星。這個行星是聯盟的太陽系的主要醫務中心。"虎穴"（Ariel）一集的主要內容是發生於這個星球上，Inara曾來到這裡進行檢查。Mal及Zoe的戰友Tracey，企圖帶著人體器官去Ariel轉售。Ariel應該是以太陽系中天王星的一個衛星所命名。

### Beaumonde
Beaumonde被描述在電影衝出寧靜號中。Beaumonde是圍繞恆星Kalidasa的第15個行星，是一個富裕的星球。寧靜號船員在劫掠了Lilac後，他們來到這個星球並分贓給同伙的Fanty和Mingo兄弟。在電影中，River的打鬥能力在這裡被觸發了。在螢火蟲中的一集"我們的艦長夫人"（Our Mrs. Reynolds）中，寧靜號的目的地是Beaumonde。Beaumonde粗略地由法文翻譯是"美麗世界"。

### Bellerophon
Bellerophon被描述在劇集螢火蟲中，在"垃圾"（Trash）一集中出現。這個星球的科技十分發達，並且是有錢人的居所。它是圍繞White Sun的第10個星球。Bellerophon擁有巨大的海洋及沙漠。Isis峽谷是在這個星球的無人地帶。Bellrophon的居住點，是懸浮在空中，並有嚴密的保安。其中一名居民是Durran Haymer，一個收集了很多地球物品的收藏家。他的一項珍品在垃圾一集中，被"Saffron"和Mal所劫走。這個星球應該是以希臘神話中的英雄柏勒洛豐所命名。

### Haven
Haven被描述在電影衝出寧靜號中。Haven是圍繞恆星Blue Sun的第7個行星。Haven亦是退休了的Book牧師的居所。在電影中是寧靜號船員的避難所。電影小說表示，Haven是一個採礦星球，並經常用以作為犯罪者的躲藏地方。電影中Haven被聯盟的艦隊所破壞。

### Hera
Hera被描述在劇集螢火蟲中。Hera是一個類似地球的行星，並在聯合戰爭中有重大意義。Hera圍繞著原恆星Murphy，而Murphy則是第14個圍繞著恆星Georgia的行星。寧靜谷是位於這個星球上，在寧靜谷中獨立軍決定性地戰敗於此。在"寧靜號"（Serenity）一集中出現。星球是以希臘神話中的天后赫拉命名。

### Higgins' Moon
Higgins' Moon被描述在劇集螢火蟲中。Higgins' Moon圍繞著Harvest，Harvest是圍繞Red Sun的第4個行星。Higgins' Moon的主要商業活動是泥礦業。這個地方的泥被出口到各個地方，並用以生產陶器部份。星球上的主要居民都十分貧窮。這個星球是由一個名為Higgins的人所擁有。Jayne成為了這個地方的民間英雄，因為他在幾年前曾經搶劫Higgins，但因為情急而將搶得的錢丟下，落在礦工們的手上。寧靜號的船員後來在"英雄小鎮"（Jaynestown）一集中來到這個星球。

### Jiangyin
Jiangyin被描述在劇集螢火蟲中。Jiangyin是一個邊緣星球，自Persephone要飛行三星期才會到達。Jiangyin是圍繞Red Sun的第一個星球，並且是該行星系的首都星。寧靜號於"安全"（Safe）一集中在這裡出售一群牛隻。這個星球應該是以中國江蘇省的城市江陰來命名。

### Lilac
Lilac被描述在電影衝出寧靜號中。Lilac是New Canaan的衛星，New Canaan是圍繞Blue Sun的第2個星球，並且接近"掠食族"（Reavers）的地區。從太空向下望，這個星球是淡紫色，可能因此而得名。寧靜號的船員在這裡劫掠了一所銀行中聯盟的金錢。Mal表示，從Beaumonde出發10小時左右就會到達這星球。在電影開初被"掠食族"所攻擊。

### Miranda
Miranda被描述在電影衝出寧靜號中。Miranda是一個位於"掠食族"地區內的行星。它圍繞著原恆星Burnham，Burnham是第8個及最後一個圍繞Blue Sun的星球。Miranda是聯盟的一個殖民地，有3,000萬人口。聯盟在這裡對居民進行實驗，以便令到居民更加容易操控。不過，G-23 paxilon hydrochlorate（或稱為Pax，Pax是拉丁文中意為"和平"）的實驗失敗了，99.9%的居民變得極為消極，沒有生存的意識，逐漸全部死去。而0.1%的居民則變得極具攻擊性，並屠殺了所有進行實驗的聯盟科學家。這些居民後來變成了"掠食族"。聯盟試圖掩藏事故起來，並宣稱殖民地是因為地球化工作失敗而不能居住。Miranda的秘密被River得知，後來寧靜號船員來到這裡，並將這個消息發放到星系各個地方。

### Osiris
Osiris被描述在劇集螢火蟲中。Osiris是第7個圍繞White Sun的行星。Osiris是一個富裕的核心星球，Simon曾在這裡就讀醫學，並成為醫生。應該是Simon和River家人居所的所在地。Osiris是以埃及神話中的歐西里斯命名。

### Persephone
Persephone被描述在劇集螢火蟲中。Persephone是一個文明星球，並且社會階層分明得很厲害的星球。它圍繞原恆星Lux，而Lux是圍繞White Sun的最後一個星球。在"寧靜號"（Serenity）和"社交派對"（Shindig）中出現。寧靜號船員有時停留此地補給及接下工作。Book、Simon、River及Dobson在這裡登上了寧靜號。Book曾在這裡的修道院生活。Mal在社交派對一集中的決鬥，也發生在這裡。Persephone一名應該是來自希臘神話中的冥后珀耳塞福涅。

### Regina
Regina被描述在劇集螢火蟲中。它出現在"新生訓練"（The Train Job）一集中。Regina是圍繞Georgia的第2個行星。是一個礦業星球，居民很多也身患怪病，需要新生訓練一集中Mal等人劫走的藥物來治療。

### Santo
Santo被描述在劇集螢火蟲中。它是一個未開發的星球，鄰近Persephone。Santo出現在"Shindig"（社交派對）一集中。它是原恆星Qin Shi Huang的衛星，Qin Shi Huang是圍繞著White Sun的第8個行星。從太空看下去，Santo是藍灰色。Mal及Jayne在這個星球上與幾個奴隸販子打鬥。

### St. Albans
St. Albans被描述在劇集螢火蟲中。它是圍繞Red Sun的第15個行星。St. Albans是一個冰冷的星球，並且是Tracey的故鄉。出現在"訊息"（The Message）一集中。

### Triumph
Triumph被描述在劇集螢火蟲中。它圍繞著褐矮星Heinlein，而Heinlein是圍繞Red Sun的第9個行星。Triumph是一個原始及貧困的星球，有一些奇怪的習俗及傳統。Gomman長老是這個星球（或是小鎮上）的領袖。"Saffron"在"我們的艦長夫人"（Our Mrs. Reynolds）中，在這裡登上了寧靜號。

### Whitefall
Whitefall被描述在劇集螢火蟲中。它是Athens的第四個衛星，Athens是圍繞Georgia的第9個行星。大部份居民都是屬於一個名為Patience的女人。Whitefall並非十分文明的星球。寧靜號船員曾來到這裡，出售貨物給Patience。

## 語錄
- "Sihnon與這個星球（Persephone）沒有很大分別。當然，人口更多，我想也比較複雜。大城市本身是...一言難盡的。就像一個燈光的海洋般。"
（"Sihnon isn't that different from [Persephone]. More crowded, obviously, and I guess more complicated. The great city itself is... pictures can't capture it. It's like an ocean of light."）
 — Inara Serra，劇集螢火蟲，"寧靜號"（Serenity）。

- "曾經的地球已不能再承受我們的人口，我們太多了。我們發現了一個新的太陽系，數十個行星和數以百計的衛星。每一個都被地球化了。這個工程耗時數十年，以支持人類生命，及變成新的"地球"。中央行星都組成了聯盟，由一個星際的議會所統治，聯盟就如同文明的燈塔一樣。位於較邊緣星球的野蠻人，並沒有變得開明，並拒絕了聯盟的控制。這場戰爭帶來巨大破壞，但是聯盟擊敗了獨立軍，確保了一個安全的宇宙。所以現在每個人都可以享受真正文明的舒適及教化。"
（"Earth-that-was could no longer sustain our numbers, we were so many. We found a new Solar system — dozens of planets and hundreds of moons. Each one terraformed — a process taking decades, to support human life, to be new 'Earths'. The Central Planets formed the Alliance. Ruled by an interplanetary parliament, the Alliance was a beacon of civilization. The savage outer planets were not so enlightened and refused Alliance control. The war was devastating, but the Alliance's victory over the Independents ensured a safer universe. And now everyone can enjoy the comfort, and enlightenment of true civilization."）
 – River的教師，電影衝出寧靜號。

## 備註
1. ^  "掠食族地區"只是約略定義為行星Miranda附近的真空地帶。

## 資料來源
1. ↑  Chambers, Jamie. . Margaret Weis Productions, Ltd. 2007: 198. ISBN 978-1-931567-50-3. Lacking "faster-than-light" drives, folk found the journey to their new home long and taxing.
2. 1 2 3 4 5 6 7 8 9 10 11 12 13 14 15  The Complete and Official Map of The Verse by Geoffrey Mandel, published by QM Press

- Whedon, Joss. Serenity: The Visual Companion. September 1, 2005. ISBN 1-84576-082-4.
- Firefly — The Complete Series DVD set

## 外部連結
- Multiple system theory blog with images from the Serenity movie. （页面存档备份，存于）
- Fan attempts to map the Firefly system -- these differ, reflecting different assumptions:
  - Map by Hans （页面存档备份，存于）
  - Map by Dontkissmeonthemouth （页面存档备份，存于）
  - Map by Awtry